# Chromodorididae

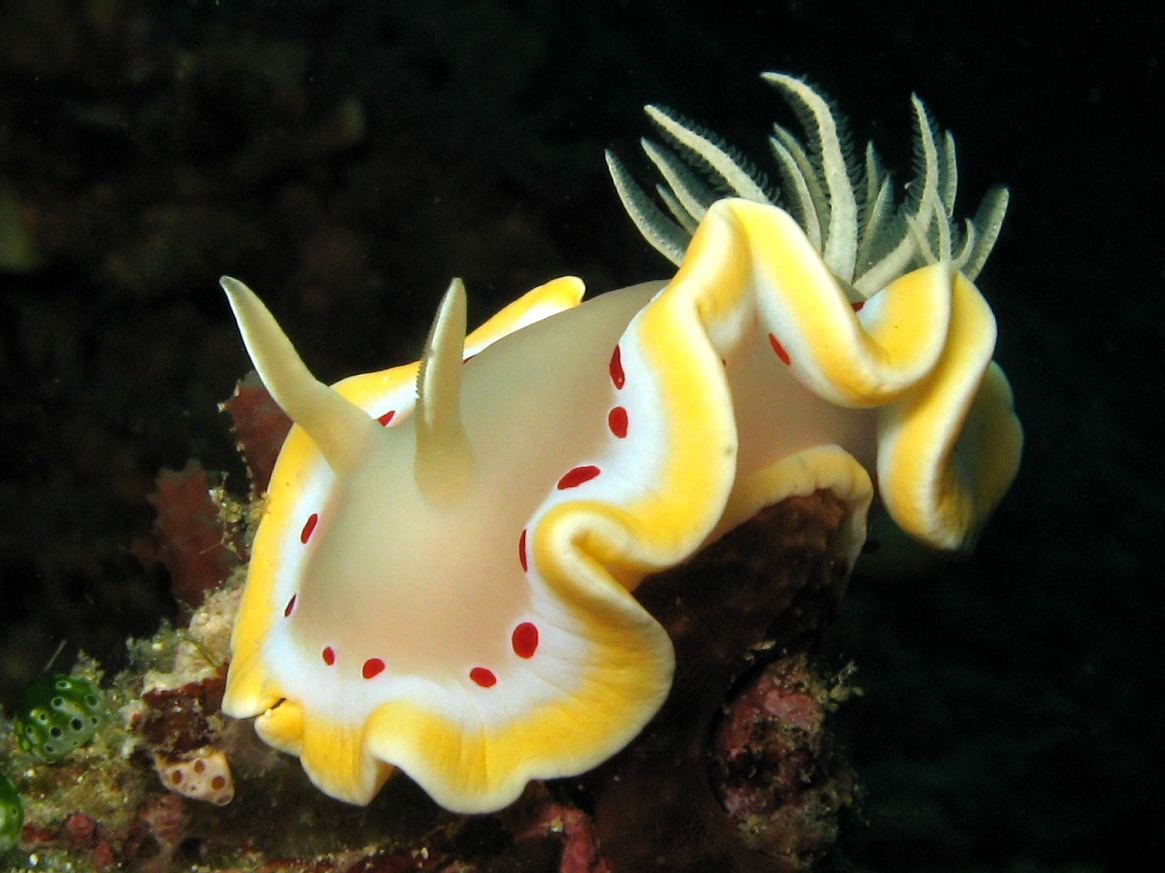
Ardeadoris cruenta

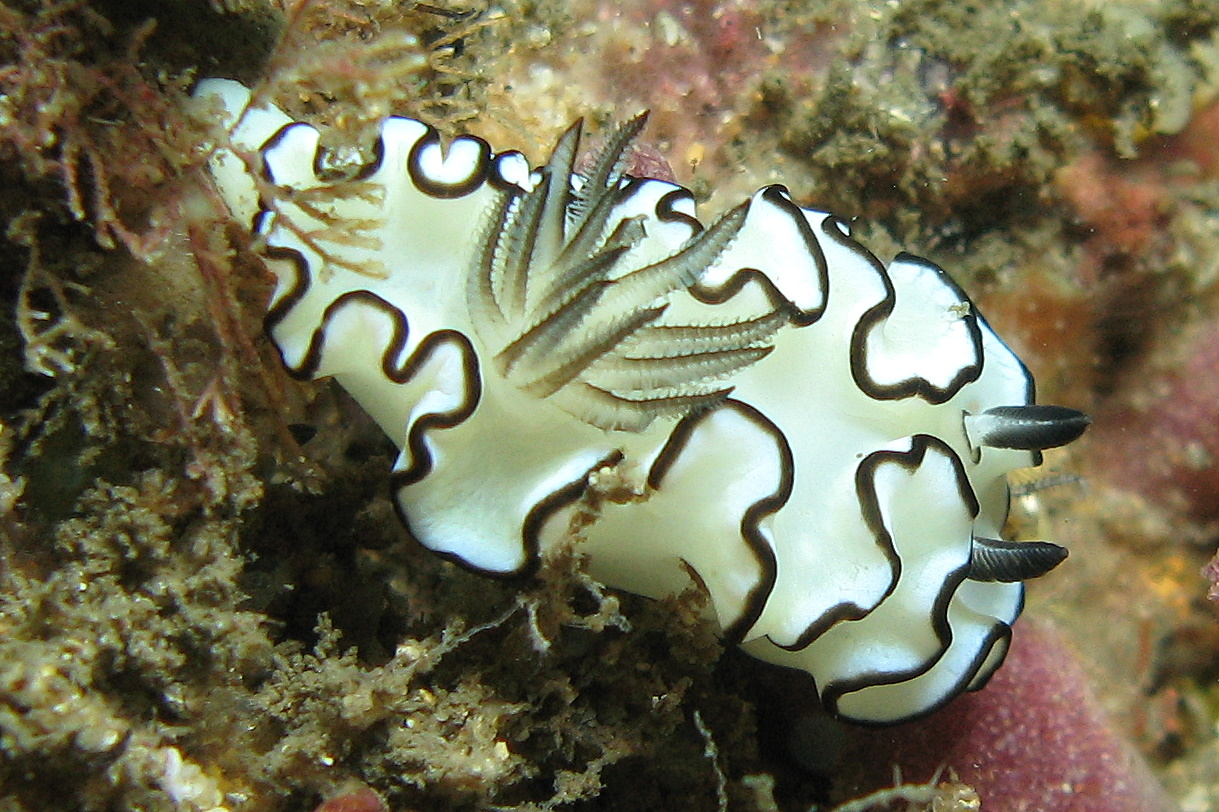
Glossodoris atromarginata

Chromodorididae (лат.) — семейство брюхоногих моллюсков из надсемейства Doridoidea отряда голожаберных (Nudibranchia). Распространёны в тропических водах Атлантического, Индийского и Тихого океанов.
Хромодоридиды — это «одни из самых великолепно окрашенных животных». Более 360 описанных видов встречаются в основном в тропических и субтропических водах, как члены сообществ коралловых рифов, связанные со своей добычей-губками. Chromodorididae являются самым разнообразным семейством инфракласса Заднежаберных моллюсков. Их размеры варьируют от менее 10 мм до более 30 см.

## Описание
Яркоокрашенные морские моллюски, члены сообществ коралловых рифов. Размеры варьируют от менее 10 мм до более 30 см, хотя большинство видов имеют размер примерно 15—30 мм.
Представители этого семейства встречаются во всех широтах и часто характеризуются яркими цветами. Это одно из крупнейших семейств голожаберных, насчитывающее более 360 известных видов, разделенных на 17 родов. Географическое распространение этого семейства простирается от Индо-Тихоокеанского региона, включая Красное море, до Атлантического океана, включая Карибское и Средиземное моря, а пик разнообразия приходится на тропики, особенно на индонезийский регион. Это особенно разнообразная и красочная группа моллюсков, поэтому она пользуется популярностью у подводных фотографов.
Все Chromodorididae питаются губками.

## Систематика
Всесторонняя филогения Chromodorididae показала, что каждый из 14 традиционных родов хромодоридид либо немонофилетичен, либо делает другой род парафилетичным. Кроме того, монотипические роды Verconia и Diversidoris вложены внутри других клад. В 2007 году биологи представили новую классификацию Chromodorididae, которая использует молекулярные данные для распутывания эволюционных связей и в то же время сохраняет историческую связь с традиционной систематикой, используя родовые названия, прикрепленные к типовым видам, в качестве названий клад. 
Хотя они распространены по всему миру, большинство видов встречаются в Индо-Тихоокеанском регионе. В научной работе, опубликованной в 2007 году, было установлено, что наиболее распространенные роды хромодорид (Mexichromis, Chromodoris, Glossodoris и Hypselodoris) являются парафилетическими или полифилетическими.
Семейство Cadlinidae Bergh, 1891 считалось синонимом Chromodorididae. Исследования Р. Ф. Джонсон в 2011 году показали, что род Cadlina не принадлежит к семейству Chromodorididae. Поэтому она вернула название Cadlinidae из синонимии с Chromodorididae. Поэтому Chromodorididae без Cadlina теперь монофилетичны и оказываются возможной сестринской группой семейства Actinocyclidae. Роды Cadlina и Aldisa — единственные два рода, которые в настоящее время классифицируются в Cadlinidae.

### Классификация
Родовой состав семейства Chromodorididae:
- Ardeadoris  Rudman, 1984
- Berlanguella Ortea, Bacallado & Valdés, 1992
- Cadlinella Thiele, 1931
- Ceratosoma  J. E. Gray and M. E. Gray, 1850
- Chromodoris Alder and Hancock, 1855 — typus
- Diversidoris  Rudman, 1987
- Doriprismatica d’Orbigny, 1839
- Durvilledoris  Rudman, 1984
- Felimare Ev. Marcus & Er. Marcus, 1967
- Felimida Marcus, 1971
- Glossodoris Ehrenberg, 1831
- Goniobranchus Pease, 1866 (Goniobranchus leopardus)
- Hypselodoris Stimpson, 1855 (Hypselodoris confetti)
- Mexichromis Bertsch, 1977
- Miamira Bergh, 1874
- Thorunna  Bergh, 1878
- Tyrinna  Bergh, 1898
- Verconia Pruvot-Fol, 1931  (= Noumea Risbec, 1928 )

Роды, сведенные в синонимию:
- Actinodoris Ehrenberg, 1831 : синоним рода Chromodoris Alder & Hancock, 1855
- Babaina Odhner in Franc, 1968 : синоним Thorunna Bergh, 1878
- Casella H. Adams & A. Adams, 1854 : синоним Glossodoris Ehrenberg, 1831
- Chromolaichma Bertsch, 1977 : синоним Glossodoris Ehrenberg, 1831
- Crepidodoris Pagenstecher, 1877 : синоним Glossodoris Ehrenberg, 1831
- Digidentis  Rudman, 1984 : синоним Thorunna
- Jeanrisbecia Franc, 1968 : синоним Risbecia Odhner, 1934 и частично синоним Hypselodoris Stimpson, 1855
- Lissodoris Odhner, 1934 : синоним Chromodoris Alder & Hancock, 1855
- Noumea (preoccupied by a beetle): синоним Verconia
- Orodoris Bergh, 1875 : синоним Ceratosoma Gray, 1850
- Pectenodoris Rudman, 1984 : синоним Mexichromis
- Pterodoris Ehrenberg, 1831 : синоним Hypselodoris Stimpson, 1855
- Risbecia  Odhner, 1934 : синоним Hypselodoris
- Rosodoris Pruvot-Fol, 1954 : синоним Glossodoris Ehrenberg, 1831

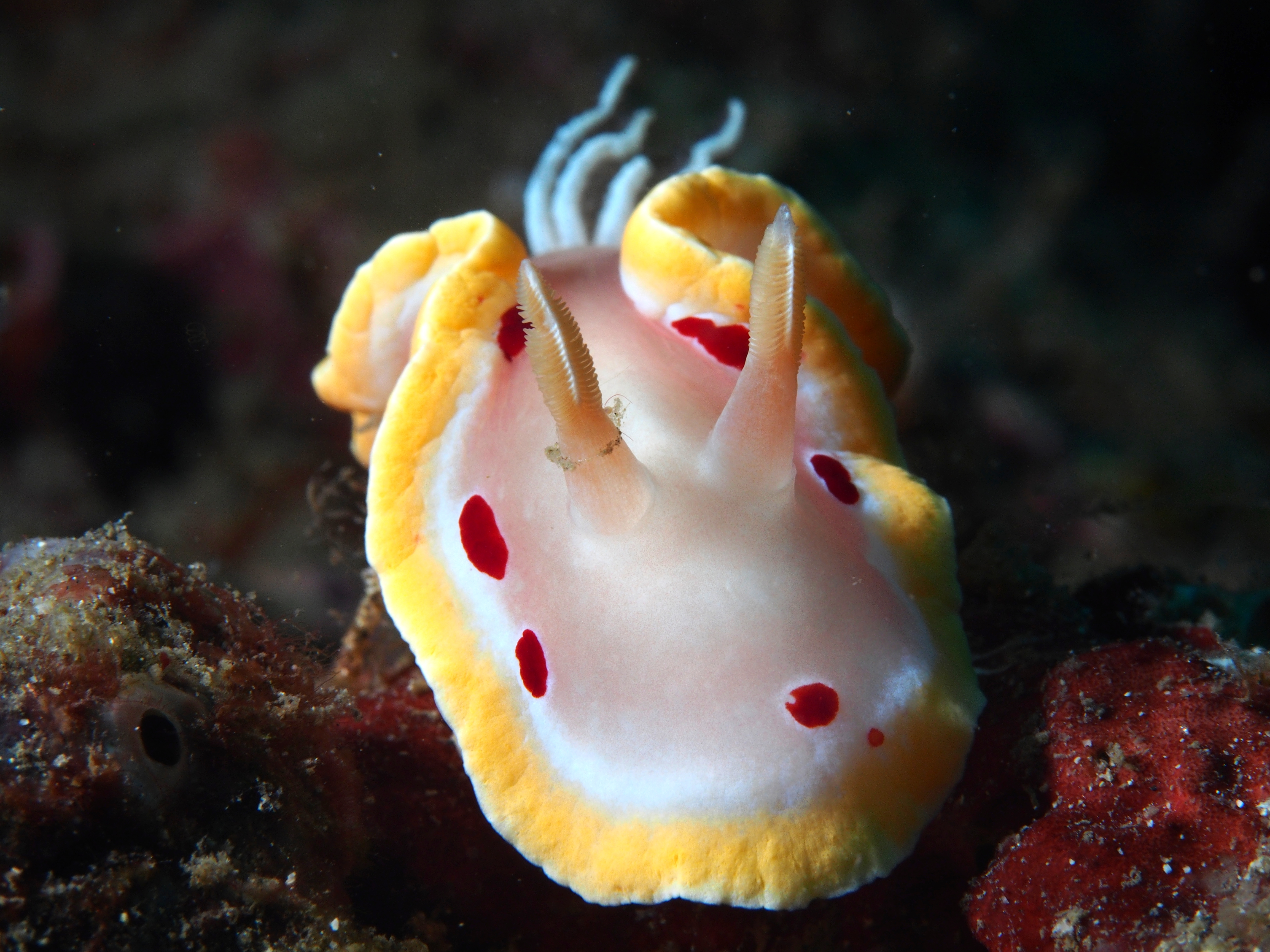
Ardeadoris cruenta
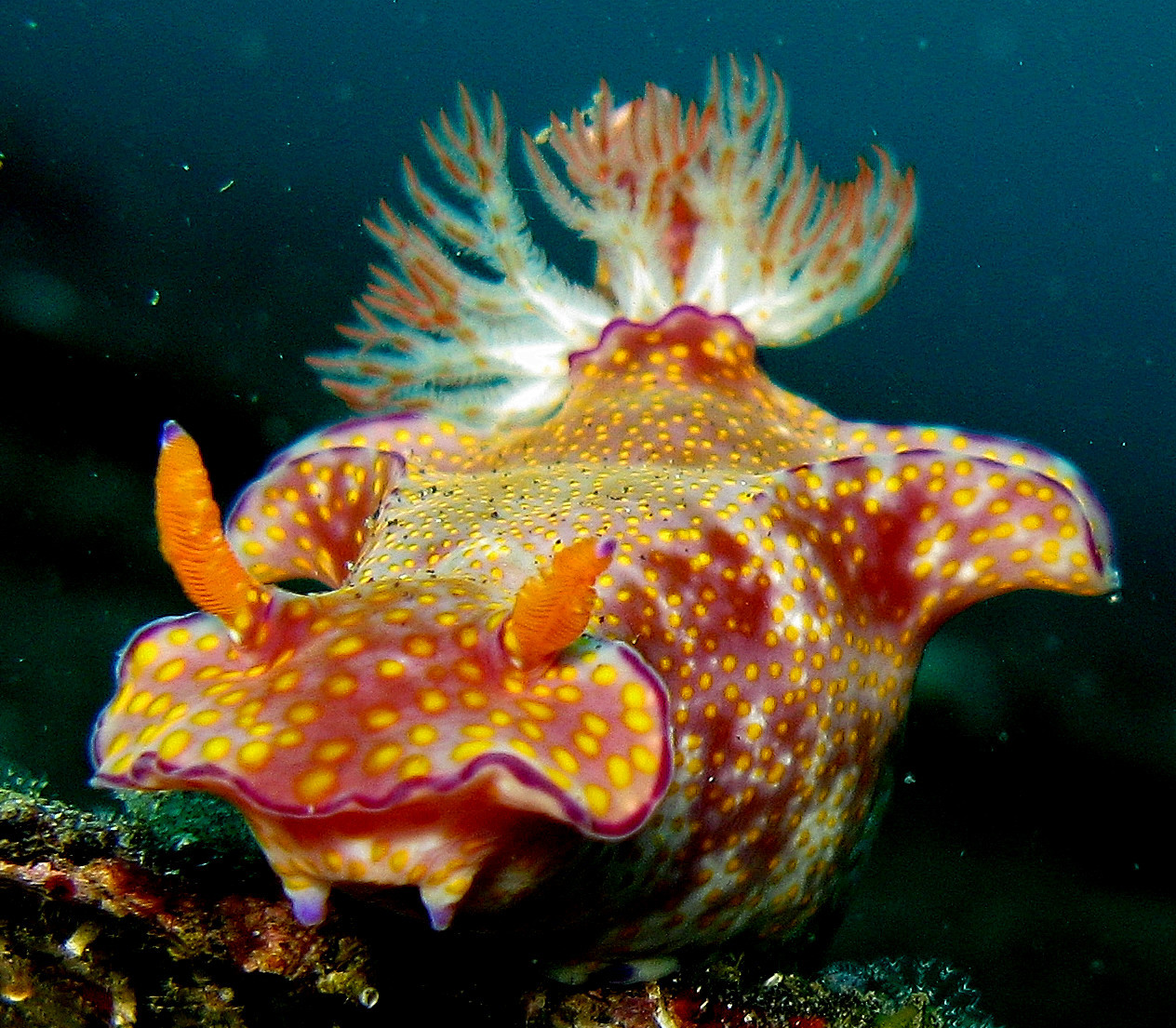
Ceratosoma tenue
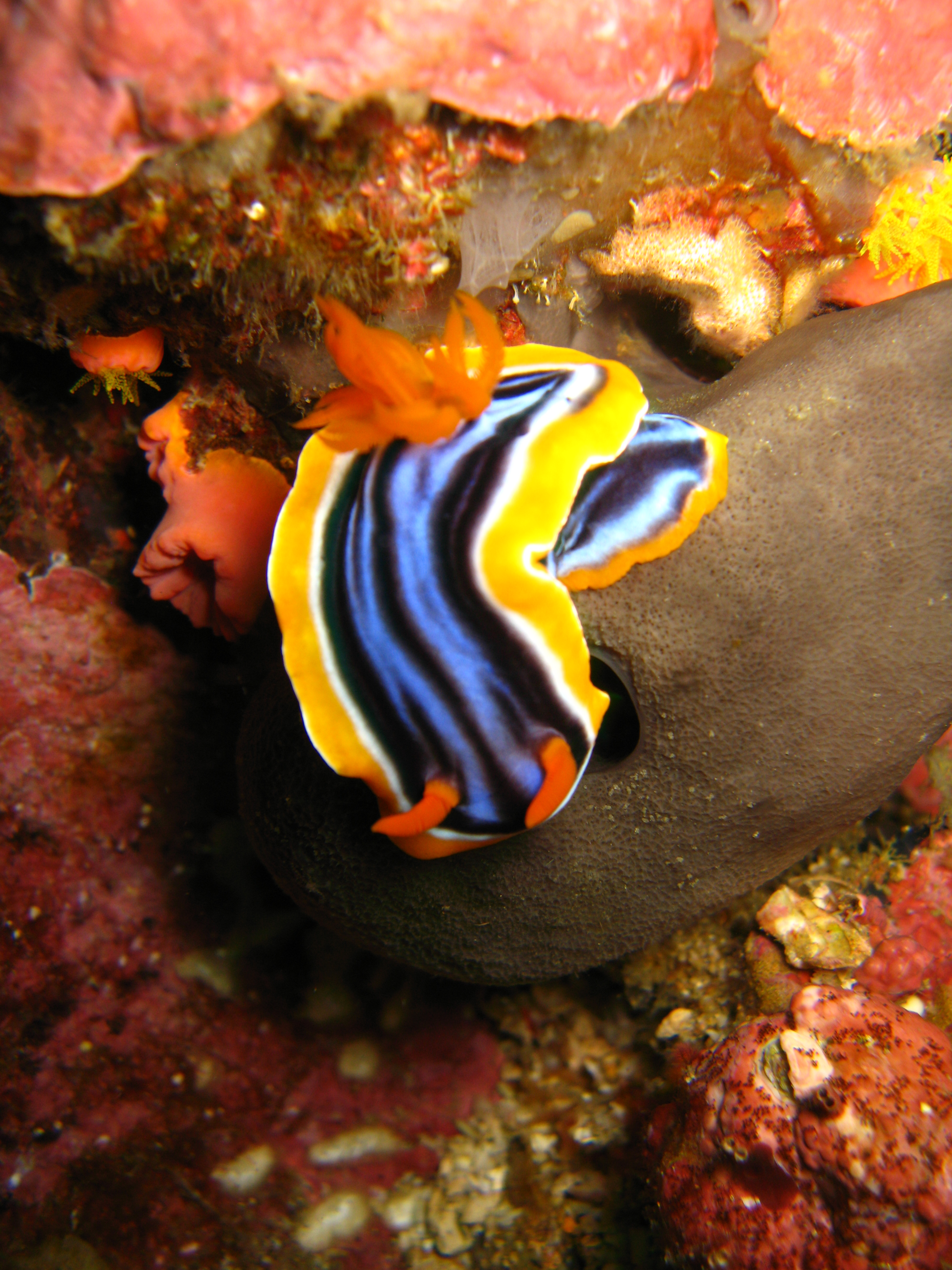
Chromodoris magnifica
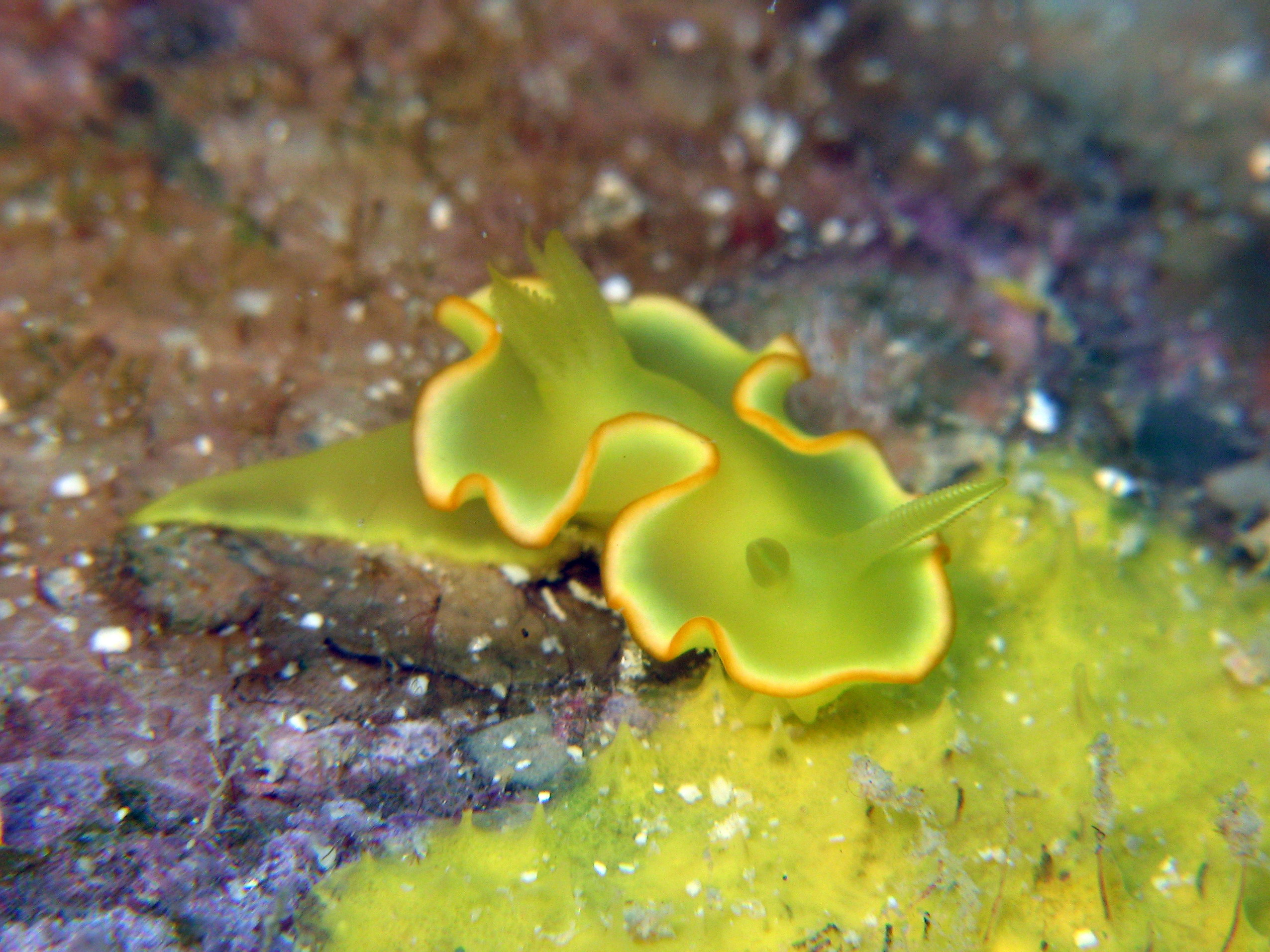
Diversidoris crocea
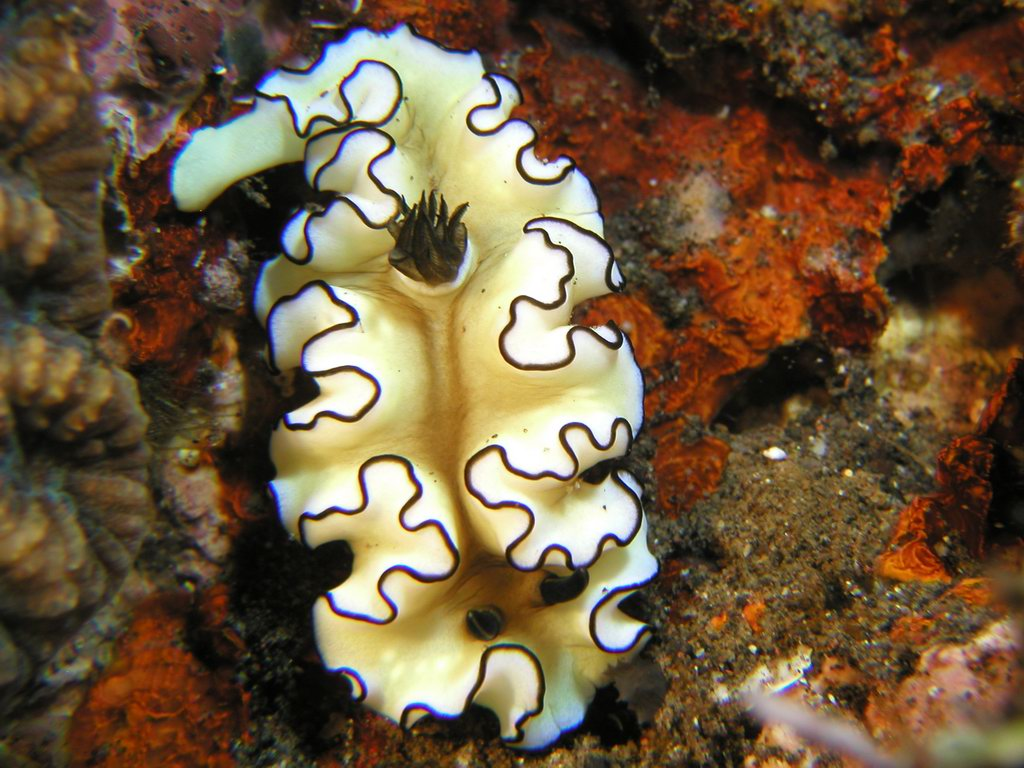
Doriprismatica atromarginata
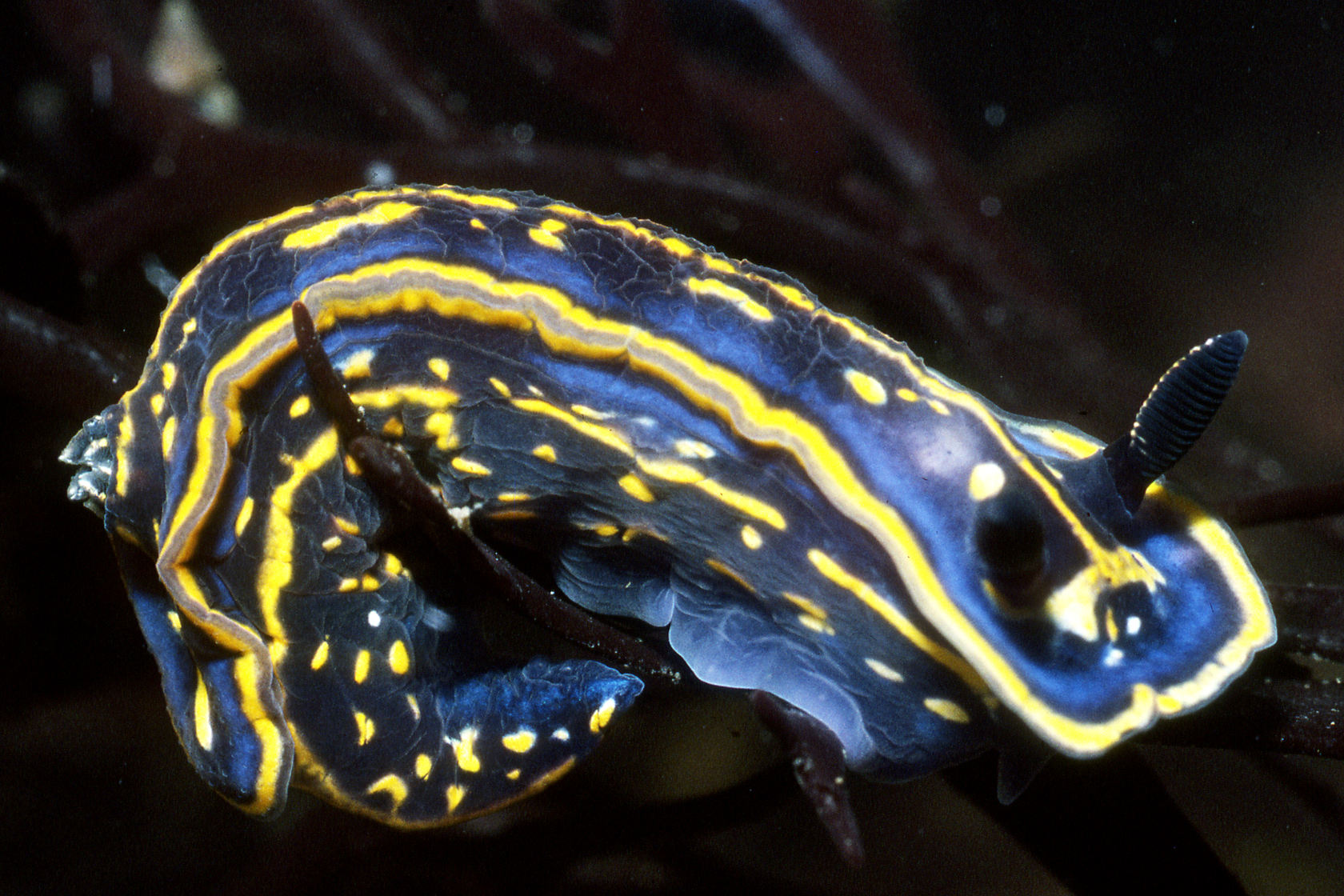
Felimare cantabrica
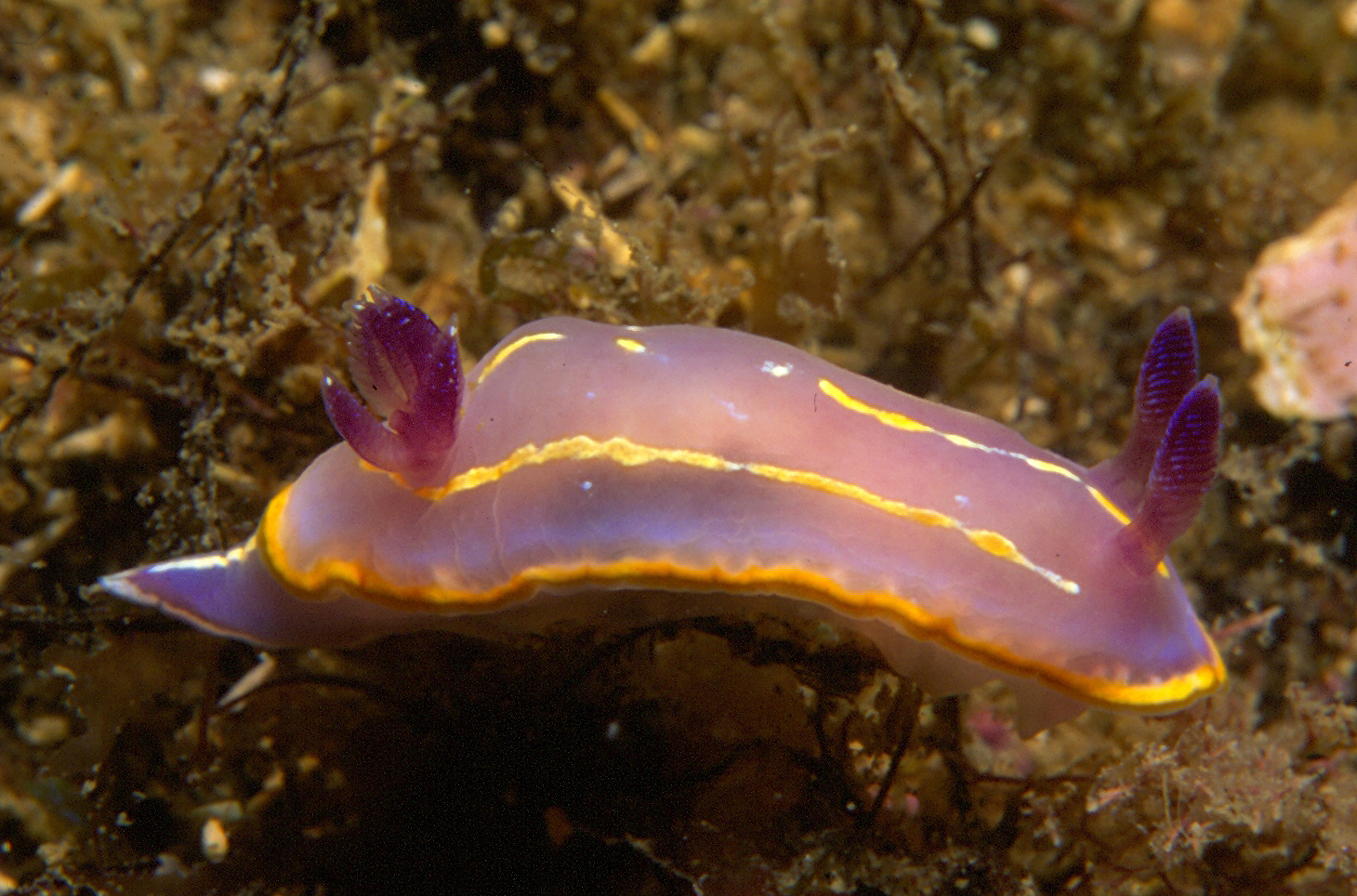
Felimida krohni
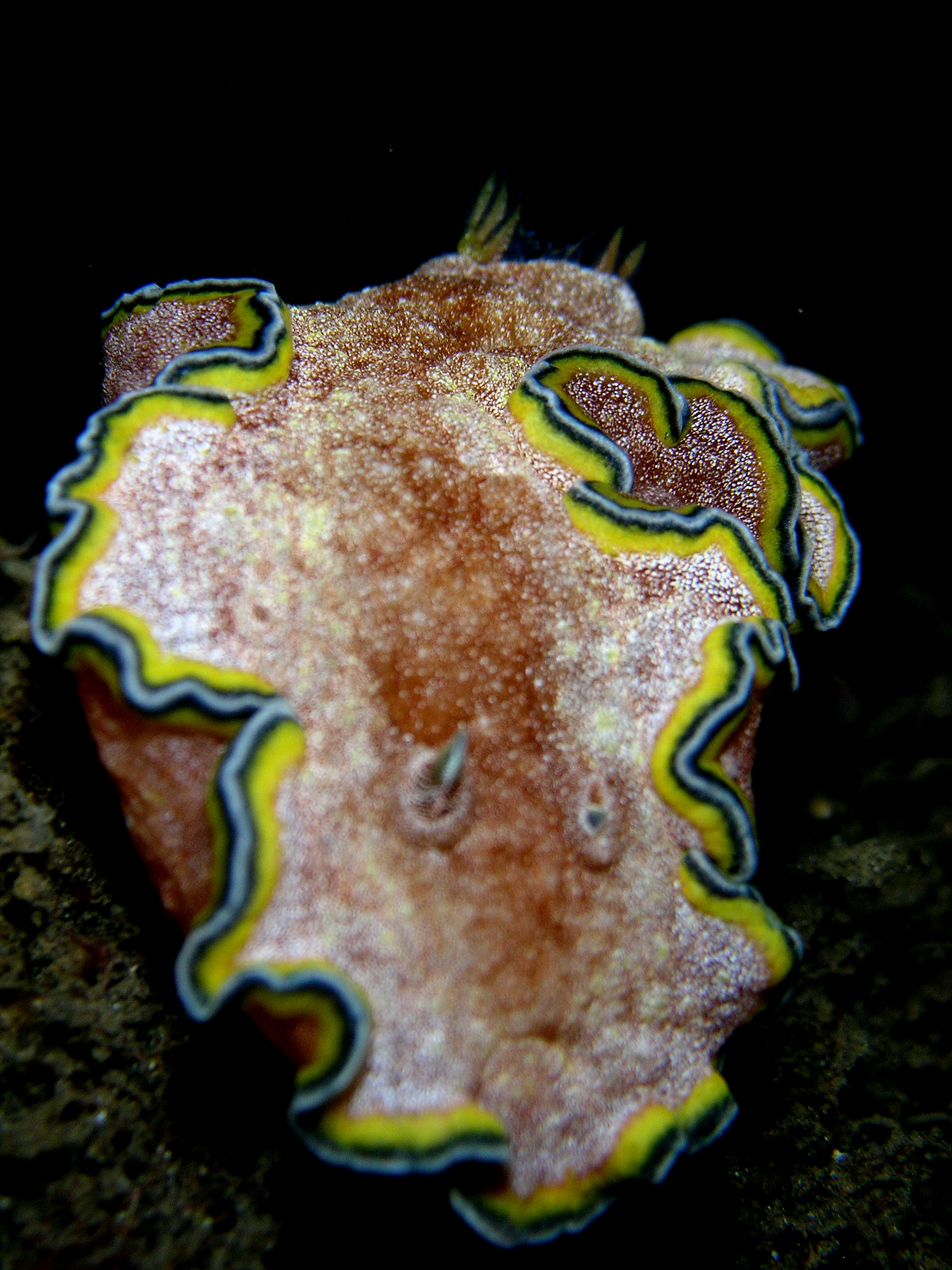
Glossodoris cincta
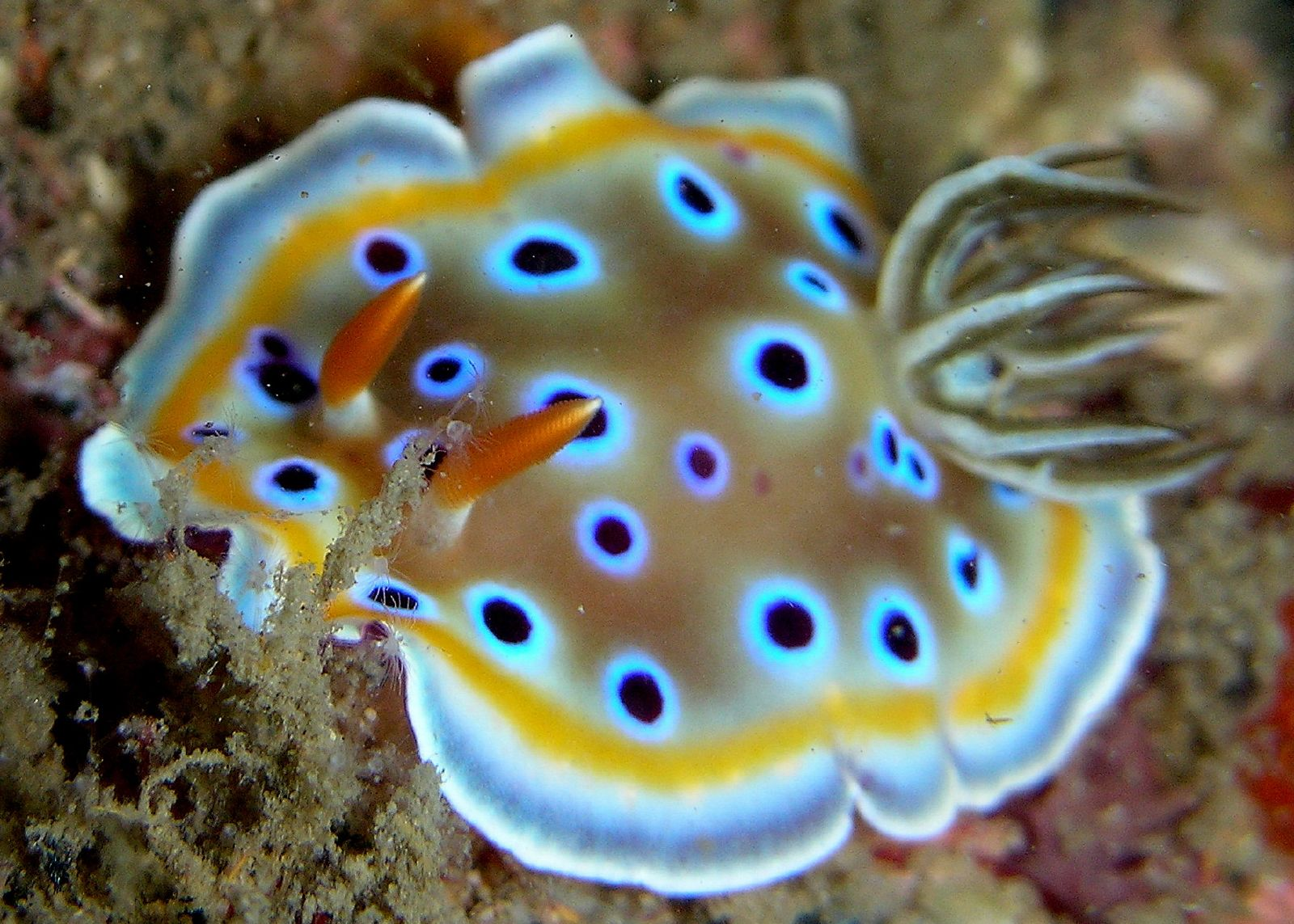
Goniobranchus geminus
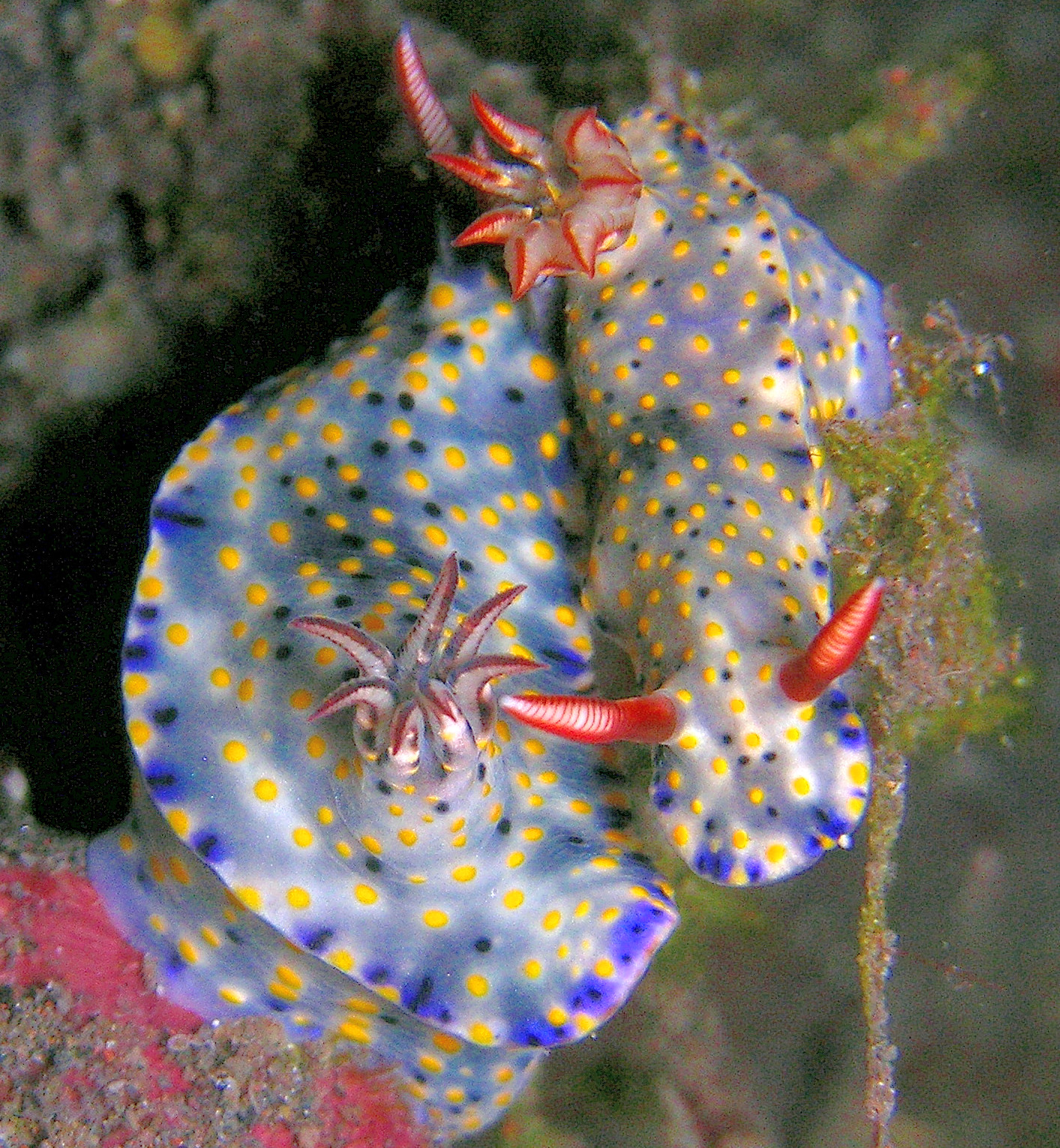
Hypselodoris confetti
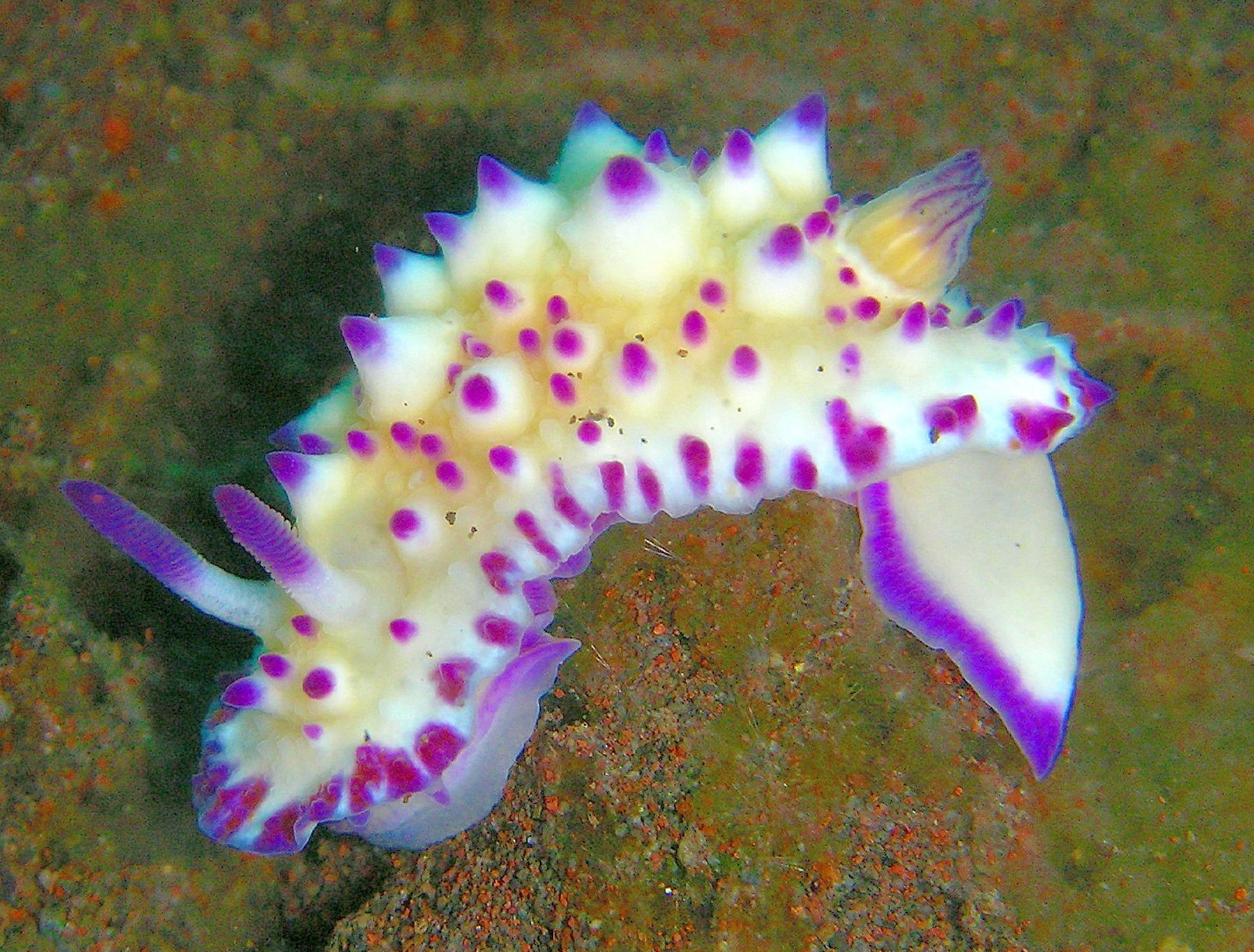
Mexichromis multituberculata
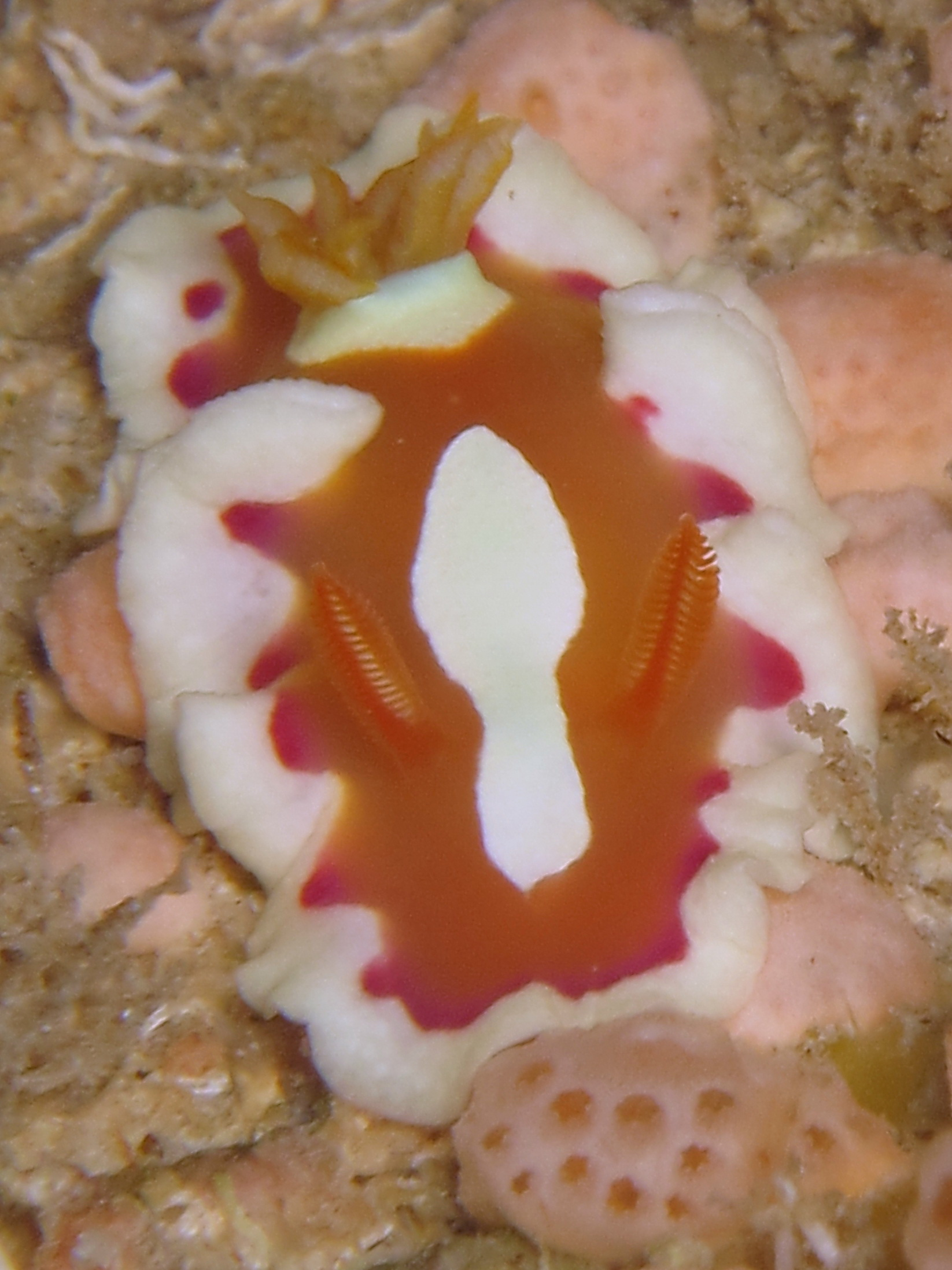
Verconia norba
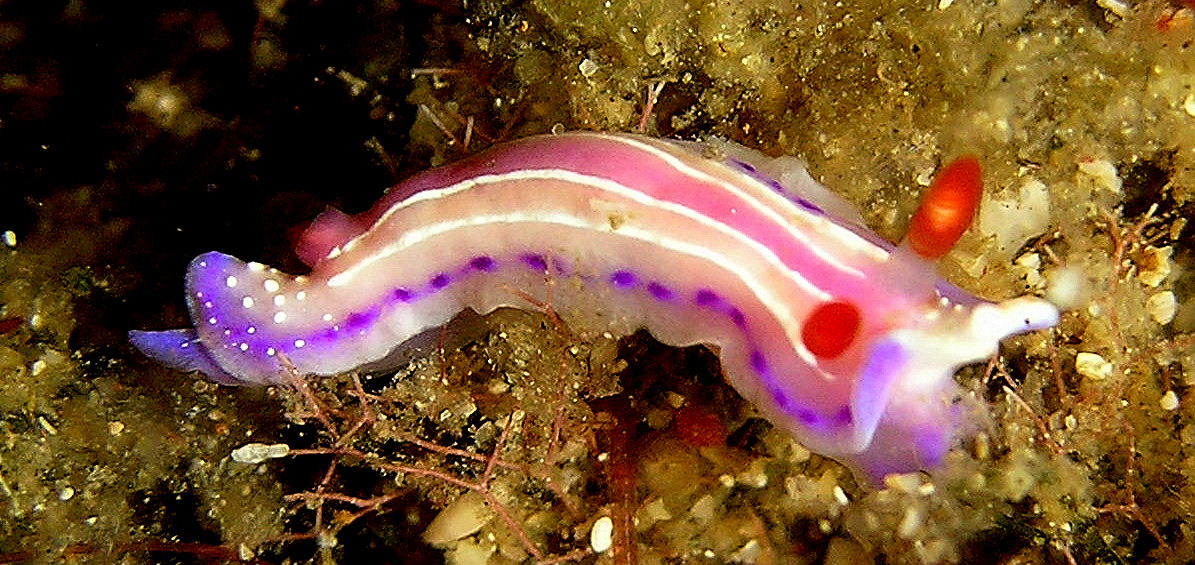
Thorunna australis
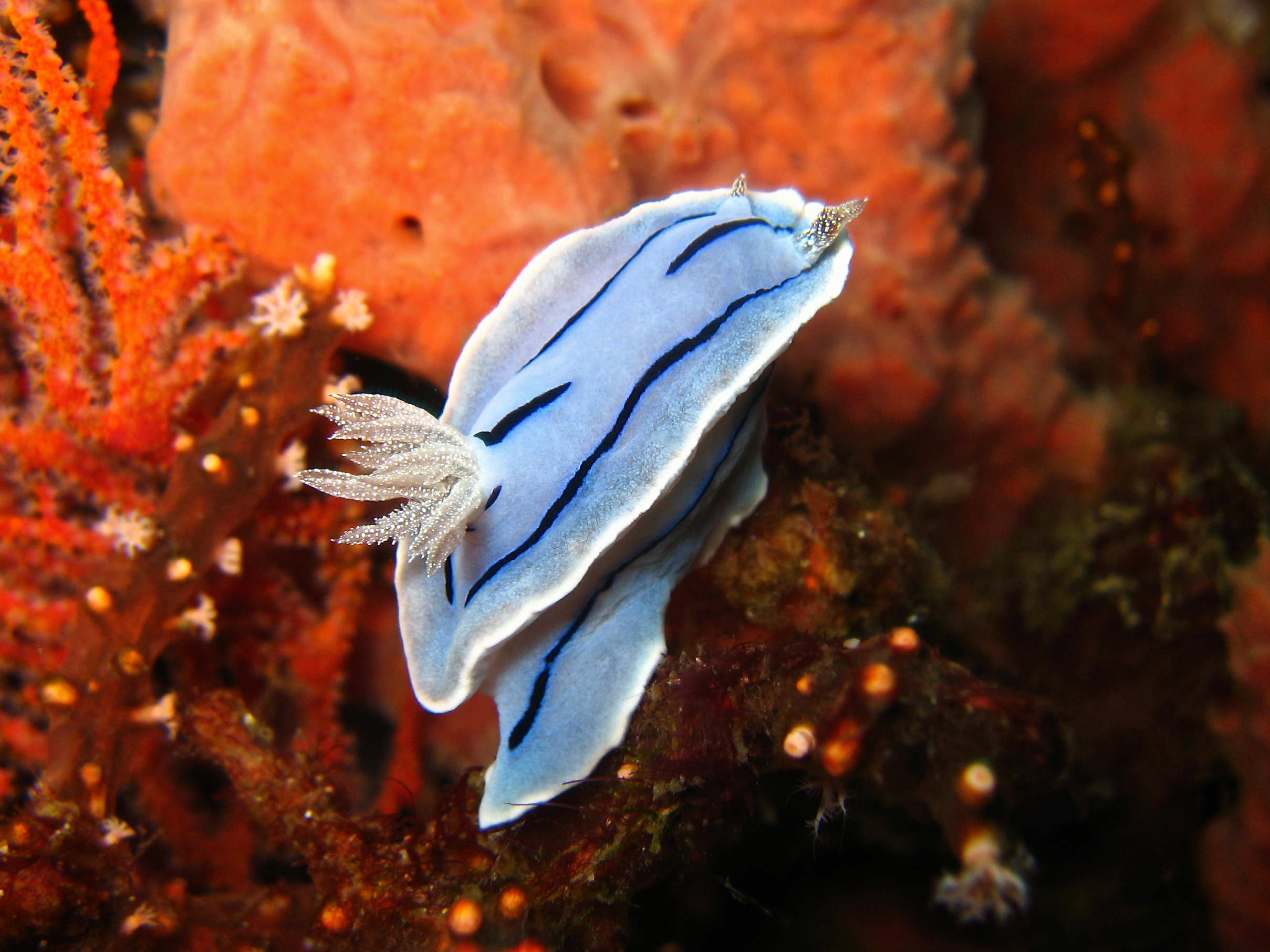
Палево-голубая форма Chromodoris willani
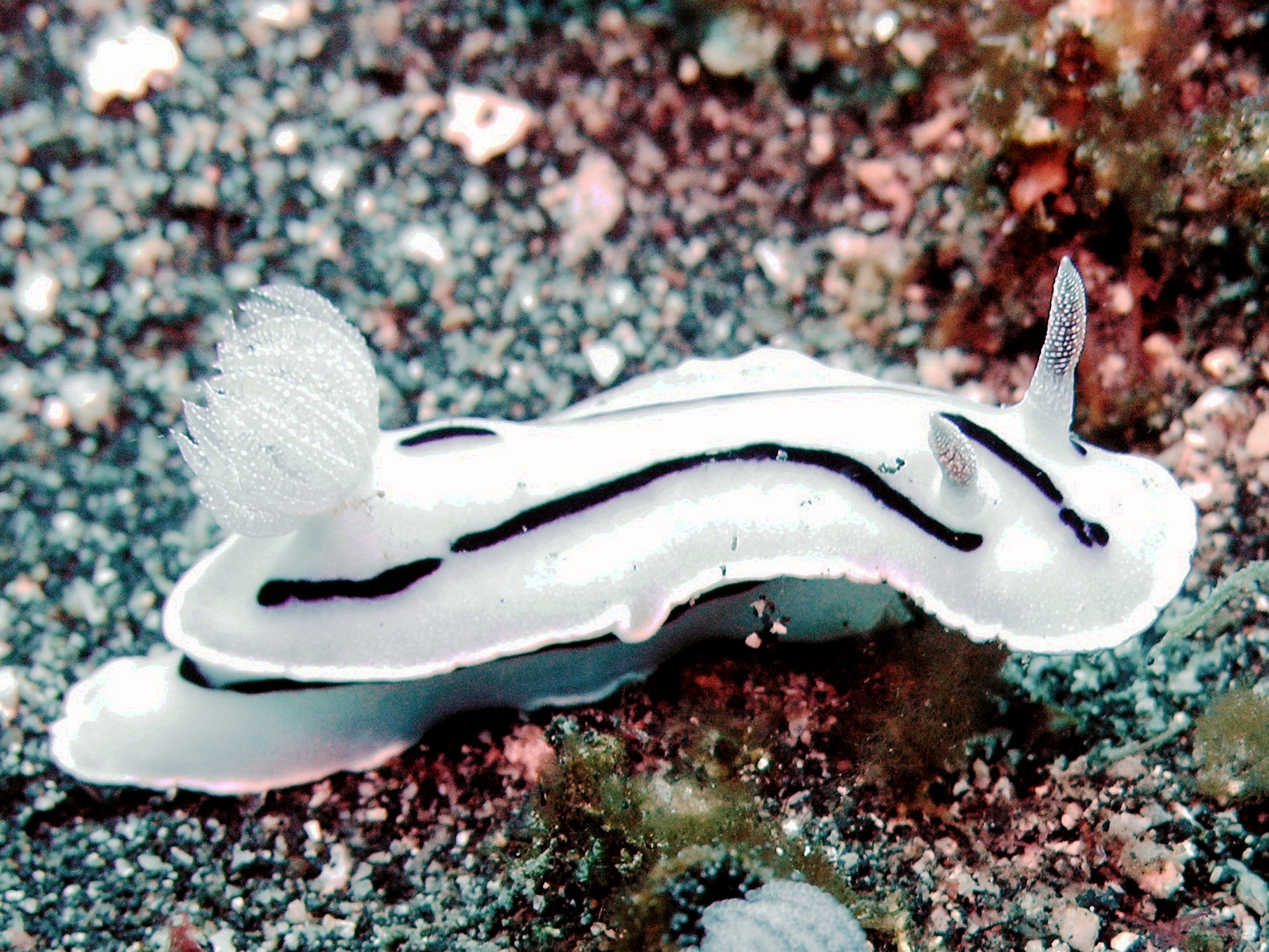
Белая форма Chromodoris willani
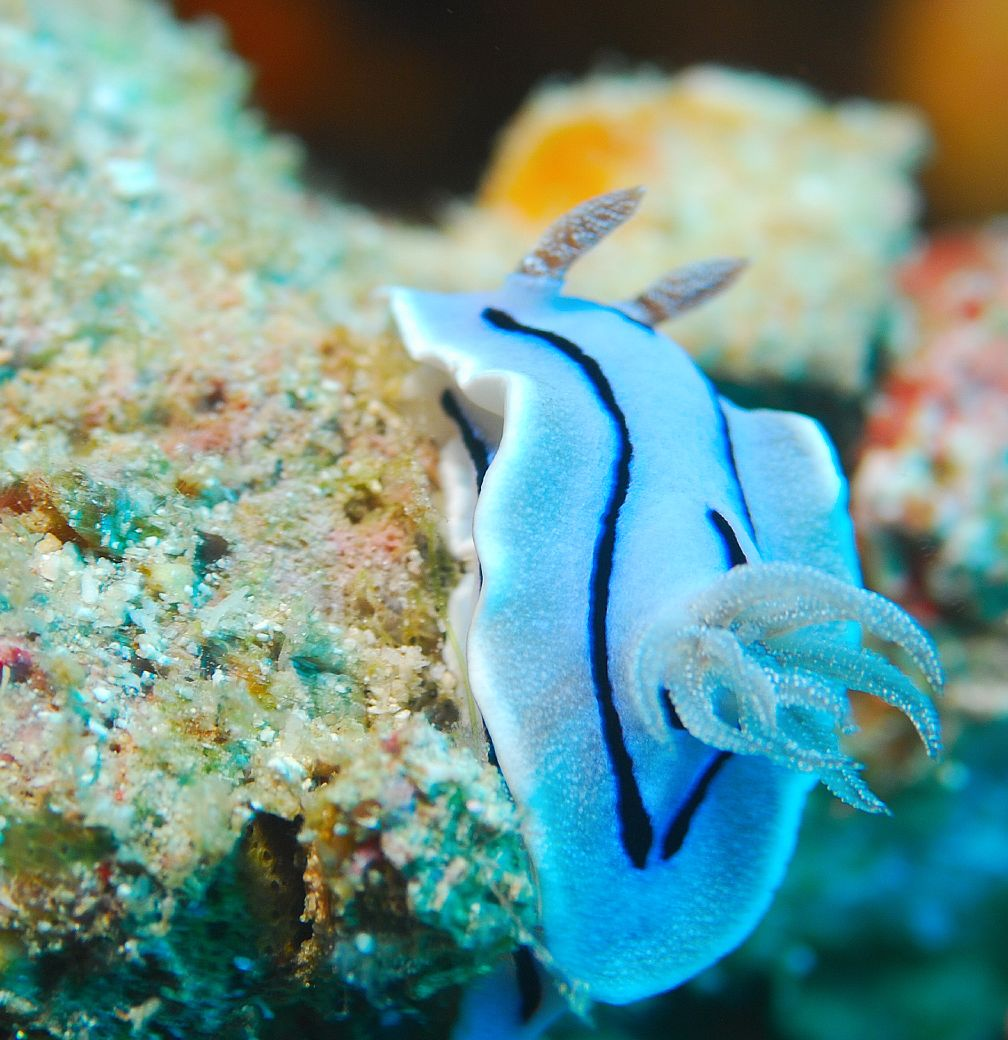
Голубая форма Chromodoris willani